# Добродецкий, Анатолий Васильевич

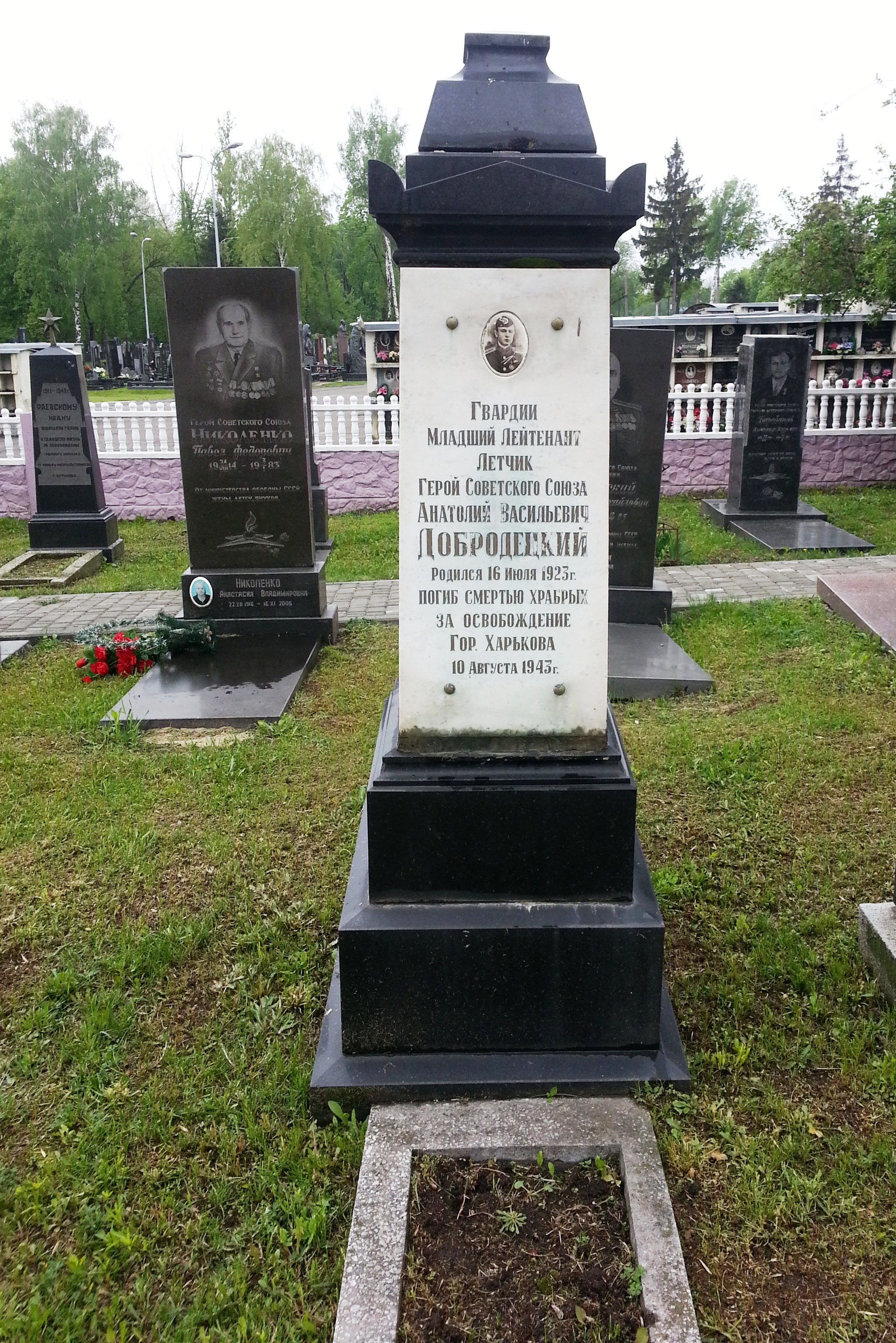

Анатолий Васильевич Добродецкий (1923—1943) — младший лейтенант Рабоче-крестьянской Красной Армии, участник Великой Отечественной войны, Герой Советского Союза (1944).

## Биография
Родился 6 января (по другим данным — 16 июля) 1923 года в Харькове. В 1940 году окончил школу и аэроклуб в Харькове. В 1940 году был призван на службу в Рабоче-крестьянскую Красную Армию. В 1942 году он окончил Чугуевскую военную авиационную школу пилотов, после чего служил в Забайкальском и Московском военных округах.
С июня 1943 года — на фронтах Великой Отечественной войны. Принимал участие в битве на Курской дуге. За время своего участия в войне совершил 27 боевых вылетов, принял участие в 11 воздушных боях, сбив 3 вражеских самолёта лично и ещё 8 — в составе группы.
10 августа 1943 года вылетел на прикрытие наземных войск в районе Русская Лозовая, Липцы, Сотники, Харьковской области Украинской ССР. У самой линии фронта советские лётчики столкнулись с группой из 18 немецких бомбардировщиков в сопровождении истребителей. В бою сбил 3 самолёта противника, а когда кончились боеприпасы, протаранил своим самолётом немецкий истребитель, погибнув при этом сам. Похоронен на харьковском кладбище № 2.
Указом Президиума Верховного Совета СССР «О присвоении звания Героя Советского Союза офицерскому составу военно-воздушных сил Красной Армии» от 4 февраля 1944 года за «образцовое выполнение боевых заданий командования на фронте борьбы с немецкими захватчиками и проявленные при этом отвагу и геройство» был удостоен посмертно высокого звание Героя Советского Союза. Также посмертно был награждён орденом Ленина.

## Память
- Навечно зачислен в списки личного состава своего полка.
- В Харькове в честь А. В. Добродецкого названы улица, школа, установлен бюст.
- На школе, в которой он учился, установлена мемориальная доска[2].